# Гринбрайер (округ)
Округ Гринбрайер (англ. Greenbrier County) располагается в США, штате Западная Виргиния. Официально образован 20 октября 1777 года. По состоянию на 2012 год, численность населения составляла 35 820 человек.

## География
По данным Бюро переписи США, общая площадь округа равняется 2655 км², из которых 2642 км² суша и 13 км² или 0,5 % это водоёмы.

### Соседние округа
- Уэбстер (Западная Виргиния) — север
- Покахонтас (Западная Виргиния) — северо-восток
- Бат (Виргиния) — восток
- Аллегейни (Виргиния) — юго-восток
- Монро (Западная Виргиния) — юг
- Саммерс (Западная Виргиния) — юг-запад
- Фейетт (Западная Виргиния) — запад
- Николас (Западная Виргиния) — северо-запад

## Демография
По данным переписи населения 2000 года в округе проживает 34 453 жителей в составе 14 571 домашних хозяйств и 9 922 семей. Плотность населения составляет 13 человек на км². На территории округа насчитывается 17 644 жилых строений, при плотности застройки 7 строений на км². Расовый состав населения: белые — 95,23 %, афроамериканцы — 3,04 %, коренные американцы (индейцы) — 0,34 %, азиаты — 0,19 %, гавайцы — 0,01 %, представители других рас — 0,15 %, представители двух или более рас — 1,04 %. Испаноязычные составляли 0,68 % населения независимо от расы.
В составе 27,60 % из общего числа домашних хозяйств проживают дети в возрасте до 18 лет, 54,20 % домашних хозяйств представляют собой супружеские пары проживающие вместе, 10,20 % домашних хозяйств представляют собой одиноких женщин без супруга, 31,90 % домашних хозяйств не имеют отношения к семьям, 28,60 % домашних хозяйств состоят из одного человека, 13,40 % домашних хозяйств состоят из престарелых (65 лет и старше), проживающих в одиночестве. Средний размер домашнего хозяйства составляет 2,32 человека, и средний размер семьи 2,83 человека.
Возрастной состав округа: 21,60 % моложе 18 лет, 7,70 % от 18 до 24, 26,10 % от 25 до 44, 26,90 % от 45 до 64 и 17,70 % от 65 и старше. Средний возраст жителя округа 42 лет. На каждые 100 женщин приходится 92,50 мужчин. На каждые 100 женщин старше 18 лет приходится 88,80 мужчин.
Средний доход на домохозяйство в округе составлял 26 927 USD, на семью — 33 292 USD. Среднестатистический заработок мужчины был 26 157 USD против 19 260 USD для женщины. Доход на душу населения составлял 16 247 USD. Около 14,50 % семей и 18,20 % общего населения находились ниже черты бедности, в том числе — 23,70 % молодежи (тех кому ещё не исполнилось 18 лет) и 16,00 % тех кому было уже больше 65 лет.

## В массовой культуре
В округе Гринбрайер разворачивается действие фильма Поворот не туда